# Кантонистов, Любомир Данилович
Любоми́р Дани́лович Кантони́стов (11 августа 1978, Москва) — российский футболист, полузащитник.

## Карьера
Начал заниматься футболом в возрасте 8 лет в тимирязевской школе у тренера Георгия Моцонелидзе. Затем занимался в школе общества «Трудовые резервы» у Владимира Перегонцева (экс-игрока московского «Локомотива»). Также на одном из московских турниров играл за динамовскую школу под руководством Владимира Козлова.
В возрасте 16 лет был приглашён в дубль московского «Локомотива». В 1995—1997 гг. регулярно выходил на поле в составе дубля. В 1997 году сыграл единственный матч за основной состав «железнодорожников», против «КАМАЗа». Затем покинул клуб.
В последующие годы сменил немало клубов разных российских лиг, в том числе получил некоторый опыт игры в высшем дивизионе в составе «Жемчужины» и «Алании». В сезоне 2001/02 провёл семь матчей за «Олимпию» (Любляна, Словения).
Затем 4 года играл за «Кубань», регулярно выходил на поле. В сезоне 2003 года занял в её составе второе место в первом дивизионе, команда вышла в Премьер-лигу, где, впрочем, удержаться не смогла. В 2004 году, будучи игроком «Кубани», провёл один матч за сборную России, в котором она разгромила команду Люксембурга со счётом 4:0.
В 2006—2008 годах играл за «Торпедо». После того, как клуб оказался вне профессионального футбола, он ушёл оттуда. В сезоне 2009 года играл в первом дивизионе за «МВД России» и «Краснодар».
22 марта 2010 года перешёл в клуб первого дивизиона «Динамо» из Санкт-Петербурга. В начале марта 2011 года перешёл в «Балтику», но уже летом покинул клуб и перешёл в «Факел».
По завершении сезона 2012/13 в составе «Факела» решил закончить игровую карьеру.
С июня 2019 — спортивный директор краснодарского «Урожая» (позднее переименованного в «Кубань»). В марте 2023 года назначен генеральным директором «Кубани». 16 мая 2024 года покинул клуб.